# En Común
En Común-Unidas Podemos (Podemos-EU), coneguda simplement com a En Común o com Galícia en Común, és una coalició electoral gallega formada per Podemos i Esquerda Unida, sorgida a l'abril de 2019 després de retirar-se d'En Marea, amb l'objectiu de presentar-se a les eleccions generals d'aquest any en les quatre circumscripcions electorals de Galícia. En aquesta convocatòria electoral, Equo i Mareas en Común també es van sumar a la coalició, concorrent amb el nom de Podemos-EU-Mareas En Común-Equo.
Després de la investidura fallida de Pedro Sánchez de 2019, les Corts Generals es van dissoldre i es van convocar eleccions generals pel 10 de novembre del mateix any. Amb la irrupció de Més País, encapçalat per Íñigo Errejón, i la seva concurrència electoral en circumscripcions grans, que incloïa A Coruña i Pontevedra, Equo va decidir concórrer amb aquesta formació i separar-se d'Unidas Podemos i d'En Común. Igualment, Mareas en Común va decidir no presentar-se, deixant la coalició conformada únicament per Podemos i Esquerda Unida.
- A Coruña: Antón Gómez-Regno (Podemos)
- Lugo: Vanessa Somoza (Esquerda Unida)
- Ourense: David Bruzos (Podemos)
- Pontevedra: Yolanda Díaz (Esquerda Unida)